# California School for the Deaf (Riverside)
Ne doit pas être confondu avec California School for the Deaf (Fremont).
California School for the Deaf (Riverside), dont le nom est couramment abrégé en CSDR, est une école pour personnes malentendantes, située à Riverside, en Californie, aux États-Unis. Elle est fondée en 1953. 
Son école jumelle est California School for the Deaf (Fremont), au Nord de Californie

## Histoire
Le  26 mars 1946, Le gouverneur de Californie, Earl Warren a signé une loi qui permet de créer une école pour les sourds.
L'école est fondée le 2 février 1953 grâce au sourd Perry E. Seely, un des fondateurs américains.

### Directeur
- 1951 - 1977: Richard G. Brill
- 1977 - 1989: Robert Lennan
- 1989 - 2000: Kenneth Randall
- 2000 - 2001: Rachel Stone
- 2001 - 2005: M. Harold Kund
- 2006 - ... : Mal Grossinger

## Personnalités
Il s'agit des personnalités qui sont formées à l'école California School for the Deaf (Riverside). 
- John Maucere
- Ryan Lane

## Mascotte
La mascotte est l'Ourson.